# 喜劇 (曲)
『喜劇』（きげき、英語: Comedy）は、日本のシンガーソングライター星野源の楽曲。2022年4月8日にSPEEDSTAR RECORDSより配信限定シングルとしてリリースされた。
同楽曲は、テレビ東京系テレビアニメ『SPY×FAMILY』Season 1 第1クールのエンディングテーマとして書き下された楽曲。

## 背景
本作は、番組側から『SPY×FAMILY』の「FAMILY」を主題としたエンディングテーマを作ってほしいという依頼を受けて制作されたものである。

同楽曲について星野は、
とコメントしている。
そして、2022年3月18日に星野源が『SPY×FAMILY』のエンディングテーマを担当することが発表され、同年4月5日には配信限定シングルとして4月8日にリリース予定と発表された。

## 歌詞と音楽性
ライターのあんどうまことは、ウェブサイト・numanに寄せた記事の中で、サビにしばしば登場する「ふざけた生活」という言葉について、疑似家族を演じる主人公のロイド、ヨル、そしてアーニャのフォージャー一家3人にぴったりであると同時に、星野自身の価値観とも合っているとしている。
また、第1話放送前に行われたモデルプレスとのインタビューの中で、星野は自分の楽曲の作り方として、誰もが楽しさの裏につらい思いがあり、そのような隠された部分を描くと同時に「それでも楽しい」という気持ちを描くようにしていると説明している。特に、『SPY×FAMILY』は、つらい過去を抱えつつも、心安らぐ暖かな居場所を守ろうと奮闘する様子を描いており、自然とネガティブな言葉が入ったと星野は説明している。

## 収録曲と規格
| 作詞･作曲・編曲：星野源 |           |      |            |      |
| #                       | タイトル  | 作詞 | 作曲・編曲 | 時間 |
| 1.                      | 「喜劇」  |      |            | 3:51 |
| 合計時間:               | 合計時間: | 3:51 |            |      |

## ミュージックビデオ
本作のミュージックビデオでは、スタジオ・ノーヴァの制作したパペットが用いられた。監督はMESS。

## パフォーマンス

### テレビ披露
| 日時           | 放送局 | 番組名                  |
| -------------- | ------ | ----------------------- |
| 2022年5月16日  | TBS系  | 『CDTVライブ!ライブ!』  |
| 2022年6月16日  | NHK    | 『SONGS』               |
| 2022年12月31日 | NHK    | 『第73回NHK紅白歌合戦』 |

### テレビ以外の媒体におけるパフォーマンス
本作は、2022年6月9日Epic Gamesのオンラインゲーム『フォートナイト』の音楽コーナー「サウンドウェーブシリーズ」で組まれた星野の特集の中で、ほかの楽曲とともに配信された。

## 参加ミュージシャン
- 星野源 : Vocal, Chorus, Prophet-5, Piano, Rhodes, Minimoog, DX-7, Emulator II, Programming
- mabanua : Electric Bass, Rhodes, Sub 37, Vibraphone, Programming
- 長岡亮介 : Electric Guitar, Chorus
- スタッフ
  - Co-Arrangement：mabanua
  - Chorus Arrangement：長岡亮介
  - Assisted：後藤哲, 眞鍋広
  - Mixed：渡辺省二郎
  - Mastered：内田孝弘